# ФК «Вікторія» (Жижков) у сезоні 1923
ФК «Вікторія» (Жижков) у сезоні 1923 — сезон чехословацького футбольного клубу «Вікторія» (Жижков). У Середньочеській лізі команда посіла одинадцяте місце. У Середньочеському кубку клуб вилетів у другому раунді.

## Чемпіонат Чехословаччини
Середньочеська ліга
|    | турнірна таблиця     | І  | В  | Н | П  | МЗ | МП | РМ  | О  |
| -- | -------------------- | -- | -- | - | -- | -- | -- | --- | -- |
| 1  | Спарта (Прага)       | 15 | 15 | 0 | 0  | 94 | 17 | +77 | 30 |
| 2  | Славія (Прага)       | 15 | 12 | 1 | 2  | 78 | 25 | +53 | 25 |
| 3  | Чехія Карлін (Прага) | 15 | 9  | 1 | 5  | 38 | 30 | +8  | 19 |
| 4  | Уніон (Жижков)       | 15 | 8  | 2 | 5  | 36 | 22 | +14 | 18 |
| 5  | Метеор Виногради     | 15 | 8  | 2 | 5  | 34 | 38 | -4  | 18 |
| 6  | Колін                | 15 | 7  | 3 | 5  | 29 | 27 | +2  | 17 |
| 7  | Нусельский (Прага)   | 15 | 7  | 2 | 6  | 33 | 30 | +3  | 16 |
| 8  | Метеор-VIII (Прага)  | 15 | 7  | 2 | 6  | 28 | 28 | 0   | 16 |
| 9  | Краловські Виногради | 15 | 5  | 5 | 5  | 27 | 27 | 0   | 15 |
| 10 | Вршовіце (Прага)     | 15 | 6  | 2 | 7  | 26 | 28 | -2  | 14 |
| 11 | Вікторія (Жижков)    | 15 | 5  | 4 | 6  | 32 | 36 | -4  | 14 |
| 12 | Лібень (Прага)       | 15 | 5  | 3 | 7  | 28 | 47 | -19 | 13 |
| 13 | Славія (Коширже)     | 15 | 4  | 2 | 9  | 39 | 62 | -23 | 10 |
| 14 | Славой (Прага)       | 15 | 1  | 5 | 9  | 25 | 43 | -18 | 7  |
| 15 | Малостранський       | 15 | 2  | 2 | 11 | 32 | 64 | -32 | 6  |
| 16 | Вікторія (Виногради) | 15 | 0  | 2 | 13 | 15 | 73 | -58 | 2  |

## Середньочеський кубок
2 раунд:
- «Вікторія» (Жижков) — Лібень (Прага) — 2:3

## Товариські матчі
| ТМ 18.03.1923 | «Валенсія»               | 2:0  | «Вікторія» (Жижков) | Валенсія           |  |
| | 38' Кубельс 74' Ревертер | звіт |                     | Суддя: Хосе Льовет |  |
| Валенсія: Ібаньєз, Піньоль, Гаско, Санчо, Іполіто, Марін, Пераль, Корделят, Ріно Коста, Кубельс, Ревертер Вікторія: Клапка, Коубек, Ф.Гоєр, Кьоніг, Чепеляк, Тинтик, Єлінек, Новак, Прогаска, Ванік, Мареш |                          |      |                     |                    |  |

| ТМ 19.03.1923 | «Валенсія»                      | 2:1  | «Вікторія» (Жижков) | Валенсія             |  |
| | 19' (пен.), 68' (пен.) Ревертер | звіт | 43' Мареш           | Суддя: Медіна Толедо |  |
| Валенсія: Ібаньєз, Піньоль, Сімарро, Санчо, Іполіто, Марін, Пераль, Корделят, Поркаль, Ріно Коста, Ревертер Вікторія: Клапка, Гавлік, Ф.Гоєр, Чепеляк, Тинтик, Кьоніг, Єлінек, Новак, Прогаска, Ванік, Мареш |                                 |      |                     |                      |  |

- «Аліканте» — «Вікторія» (Жижков) — 3:4
- «Еспаньйол» (Барселона) — «Вікторія» (Жижков) — 0:2

| ТМ 1.04.1923 | «Атлетік» (Більбао) | 1:0  | «Вікторія» (Жижков) | Більбао                                          |  |
| | Кантолла            | звіт |                     | Стадіон: Сан-Мамес Суддя: Пабло Де Сарачо Гоітіа |  |
| Валенсія: М.Відаль, Роуссе, Аседо, Сабіно, Ларраса, Легаррета, Кантолла, Сесумага, Едекспуру, Ласа, Р.Алонсо Вікторія: Клапка, Гавлік, Ф.Гоєр, Кьоніг, Я.Мусік, Тинтик, Ванік, Штепан, Мареш, Новак, Єлінек |                     |      |                     |                                                  |  |

| ТМ 1.04.1923 | «Атлетік» (Більбао) | 0:2  | «Вікторія» (Жижков) | Більбао                                             |  |
| |                     | звіт | Ванік Новак         | Стадіон: Сан-Мамес Суддя: Пелайо Серрано де ла Мата |  |
| Валенсія: М.Відаль, Роуссе, Аседо, Начо, Х-М.Белаусте, Легаррета, Кантолла, Сесумага, Травієсо, Ласа, Елекспуру Вікторія: Клапка, Гавлік, Ф.Гоєр, Кьоніг, Я.Мусік, Тинтик, Ванік, Штепан, Мареш, Новак, Єлінек |                     |      |                     |                                                     |  |

- Команда з Мадрида — «Вікторія» (Жижков) — 3:3
- Команда з Мадрида — «Вікторія» (Жижков) — 2:2
- Університет Сарагоси — «Вікторія» (Жижков) — 0:5
- «Еспаньйол» (Барселона) — «Вікторія» (Жижков) — 2:0
- «Еспаньйол» (Барселона) — «Вікторія» (Жижков) — 3:1

| ТМ 6.05.1923 | Вікторія (Жижков)       | 2:0        | Ваккер (Відень) | Прага |  |
| | Кржиштял 54' Кренек 57' | (протокол) |                 |       |  |
| Клапка, Коубек, Ф.Гоєр, Новак, Кренек, Кржиштял... Файгль, Коллндофер, Губер, Лібгарт, Реш, Реллет, Ф.Єлінек, Вана, Кованда, Рошер, Штах |                         |            |                 |       |  |

| ТМ 28.07.1923 | Вікторія (Жижков) | 1:3        | Аматоре (Відень)        | Прага                       |  |
| | Болдін            | (протокол) | К. Конрад 14' Візер 72' | Глядачі: 5000 Суддя: Матура |  |
| Клапка, Ф.Гоєр, Гавлік, Сибал-Мікше, Борісон, Чепелак, В.Ванік, Руле, Богевський, О.Новак, Болдін Лорман, Шаффер, Тандлер, Гаєр, Е. Конрад, Гільтль, Візер, Гансль, Сватош, К. Конрад, Коубек |                   |            |                         |                             |  |

## Склад
| «Вікторія» в 1923 році Воротарі: Рудольф Клапка, Гласер Захисники: Франтішек Гоєр, Шварц, Коубек. Півзахисники: Вілем Кьоніг, Ярослав Мисік, Тинтик, Вацлав Чепеляк Нападники: Йозеф Єлінек, Їржі Мареш, Гавлік, Отто Новак, Шрута, Прогаска, Вацлав Ванік. Запрошені гравці: Штепан Матей |